# Pia Skrzyszowska
Pia Skrzyszowska (Varsovia, 20 de abril de 2001) es una deportista polaca que compite en atletismo, especialista en las carreras de vallas y de relevos.
Ganó una medalla de bronce en el Campeonato Mundial de Atletismo en Pista Cubierta de 2024, tres medallas en el Campeonato Europeo de Atletismo, en los años 2022 y 2024, y una medalla de bronce en el Campeonato Europeo de Atletismo en Pista Cubierta de 2025.
En los Juegos Europeos de Cracovia 2023 consiguió una medalla de oro en la prueba de 100 m vallas.

## Palmarés internacional
| Campeonato Mundial en Pista Cubierta | Campeonato Mundial en Pista Cubierta | Campeonato Mundial en Pista Cubierta | Campeonato Mundial en Pista Cubierta |
| Año                                  | Lugar                                | Medalla                              | Prueba                               |
| ------------------------------------ | ------------------------------------ | ------------------------------------ | ------------------------------------ |
| 2024                                 | Glasgow (Reino Unido)                | Medalla de bronce                    | 60 m vallas                          |
| Juegos Europeos                      |                                      |                                      |                                      |
| Año                                  | Lugar                                | Medalla                              | Prueba                               |
| 2023                                 | Chorzów (Polonia)                    | Medalla de oro                       | 100 m vallas                         |
| Campeonato Europeo                   |                                      |                                      |                                      |
| Año                                  | Lugar                                | Medalla                              | Prueba                               |
| 2022                                 | Múnich (Alemania)                    | Medalla de oro                       | 100 m vallas                         |
| 2022                                 | Múnich (Alemania)                    | Medalla de plata                     | 4 × 100 m                            |
| 2024                                 | Roma (Italia)                        | Medalla de bronce                    | 100 m vallas                         |
| Campeonato Europeo en Pista Cubierta |                                      |                                      |                                      |
| Año                                  | Lugar                                | Medalla                              | Prueba                               |
| 2025                                 | Apeldoorn (Países Bajos)             | Medalla de bronce                    | 60 m vallas                          |